# Dangu
Dangu je naselje in občina v severnem francoskem departmaju Eure regije Zgornje Normandije. Naselje je leta 2008 imelo 575 prebivalcev.

## Geografija
Kraj leži v pokrajini Normandiji ob reki Epte, 55 km jugovzhodno od Rouena.

## Uprava
Občina Dangu skupaj s sosednjimi občinami Amécourt, Authevernes, Bazincourt-sur-Epte, Bernouville, Bézu-Saint-Éloi, Bouchevilliers, Gisors, Guerny, Hébécourt, Mainneville, Martagny, Mesnil-sous-Vienne, Neaufles-Saint-Martin, Noyers, Saint-Denis-le-Ferment, Sancourt in Vesly sestavlja kanton Gisors s sedežem v Gisorsu, sestavni del okrožja les Andelys.

## Zanimivosti
- romanska cerkev Janeza Krstnika;

1. ↑  »Populations légales 2016«. Nacionalni inštitut za statistične in gospodarske raziskave. Pridobljeno 25. aprila 2019.